# Tulu

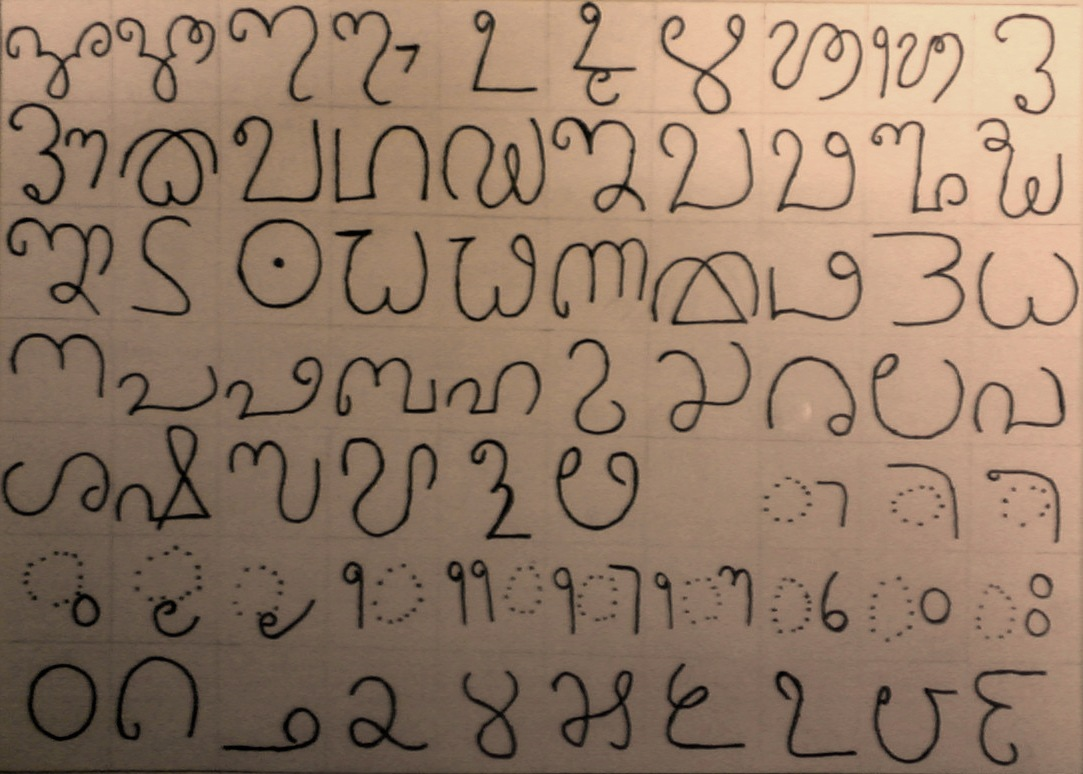
Tekst geschreven in het Tulu

Tulu is een Dravidische taal die gesproken wordt in India door de Tuluva.
Het wordt door ongeveer twee miljoen mensen gesproken, waarvan de meeste in Karnataka wonen, in het district Dakshina Kannada en in de kuststad Mangalore. Vroeger was het Tulu een veel grotere taal met klassieke literatuur, filosofische werken van tweeduizend jaar geleden en een eigen alfabet, dat nu bijna verloren is. Sinds zo'n honderdvijftig jaar wordt Tulu meestal in het Kannada-schrift geschreven. Hedendaagse sprekers van het Tulu zijn de actrices Aishwarya Rai en Pooja Hegde.